# Karl-Heinz Steinbrück
Karl-Heinz Steinbrück (* 26. März 1932 in Halberstadt; † 2000) war ein deutscher Kunstschmied.

## Leben und Werk
Steinbrück absolvierte bis 1951 eine Lehre als Schiffbauer und arbeitete danach im Schiffbau als Teilkonstrukteur. Von 1953 bis 1956 studierte er in der Abteilung Schmuck/E-Mail der Fachschule für angewandte Kunst Heiligendamm.
1958 war Steinbrück Mitbegründer der Künstlerischen Produktionsgenossenschaft Neue Form (KPG) in Seidewinkel. Dort arbeitete er als Metallgestalter und war bis 1968 stellvertretender künstlerischer Leiter. 1962 erwarb er den Meistertitel als Schlosser. 1964 erhielt er die staatliche Anerkennung als Kunsthandwerker. Ab 1968 arbeitete er in Seidewinkel als freiberuflicher Kunstschmied. Er schuf insbesondere eine bedeutende Zahl von Metallarbeiten für den öffentlichen Raum und in und an Gebäuden, aber auch Gebrauchsgegenstände.
Steinbrück war bis 1990 Mitglied des Verband Bildender Künstler der DDR. Er gehörte zu den bedeutendsten Kunsthandwerkern der DDR. 1977 wurde er mit der Verdienstmedaille der DDR geehrt.

## Werke (Auswahl)

### Öffentliche Springbrunnen
- Springbrunnen (Kupfer; Ortslage Seidewinkel)[1]
- Struwwelpeter (Edelstahl, 1974; Hoyerswerda)[2]
- Kosmosbrunnen (Edelstahl, Rostock; 1975; Südring/Nobelstraße)[3]
- Textilarbeiterbrunnen (Stahl; 1982; Leipzig, vor dem damaligen Rathaus Plagwitz)

### Weitere Werke
- Sonnenuhr (Entwurf; Ausführung durch Lehrlinge; Stahl, 1967; Hoyerswerda, heute Wohngebiet Bautzener Allee)[4]
- Blaue Uhr (öffentliche Würfeluhr, Edelstahlkorpus, 1974; Cottbus, Bahnhofstraße)[5]
- Wandrelief (Kupfer, 1975; Penzlin, damaliges Ferienheim Seehof des Petrochemischen Kombinats Schwedt)[6]
- Eingangstor (Stahl; Hoyerswerda, vormals vor der Pfarrkirche Heilige Familie; 2021 verschrottet)[7]
- Freiplastik Arbeitersport – eine Form des Klassenkampfes; im Volksmund Schnürsenkel (Edelstahl; 1988; Leipzig, Alte Salzstraße/Stuttgarter Allee)[8]
- Wasservögel und Fische (Brückengeländer, Stahl, 1977; Hoyerswerda, Spremberger Brücke)[9]

## Ausstellungen (unvollständig)

### Einzelausstellungen
- 1982: Hoyerswerda

### Ausstellungsbeteiligungen
- 1972, 1974, 1979 und 1984: Cottbus, Bezirkskunstausstellungen
- 1981: Halle, Staatliche Galerie Moritzburg („Metallgestaltung in der DDR. 1. Zentrale Ausstellung“)
- 1982/1983: Dresden, IX. Kunstausstellung der DDR